# Río Katonga
El río Katonga discurre por el sur de Uganda. Tiene su naciente en el lago Victoria y discurre hacia el lago Wamala (norte), de allí toma dirección este hasta Mpanga para desaguar en el lago George. A través del canal de Kazinga sigue hacia el lago Eduardo en la frontera entre Uganda y República Democrática del Congo. El recorrido total de sus aguas cubre aproximadamente 220 km. Alberga unas 40 especies de mamíferos y al menos 150 clases de aves, muchas de ellas específicas de hábitats de humedales.

## Trazado
Tiene su naciente en el lago Victoria y discurre hacia el lago Wamala (norte), de allí toma dirección este hasta Mpanga para desaguar en el lago George. A través del canal de Kazinga sigue hacia el lago Eduardo en la frontera entre Uganda y República Democrática del Congo. El recorrido total de sus aguas cubre aproximadamente 220 km.

## Formación
La actividad geológica del Valle del Rift afectó los humedales del lago Wamala que generó la cuenca hidrográfica del río Katonga. El río fluye principalmente en dirección este (lago Victoria), aumentando su caudal con los aportes de varios afluentes. Tiene su naciente en Lukaya, distrito de Kanungu al oeste de Uganda. En su transcurso se convierte en límite natural de los distritos de Butambala, Ibanda, Bukomansimbi, Gomba, Kalungu, Kiruhura, Sembabule, Mityana, Kamwenge, Mpigi y Mubende.
Las laderas ugandesas del Ruwenzoris dirigen sus desagües en dirección al oeste del Katonga, y de allí a los lagos George y Edwardo.
La cuenca del humedal donde el río deriva sus aguas se encuentra cerca de la Reserva de Vida Silvestre Katonga, aproximadamente a 120 kilómetros del lago Victoria. Durante la temporada de lluvias (marzo a mayo y octubre a noviembre), los niveles de agua aumentan en la proximidad de la cuenca pantanosa, creando desbordes o afectando su curso.

## Paisaje
El área alrededor del río Katonga y la cercana reserva de vida silvestre Katonga es una sabana mezclada con matorrales de acacias. La reserva tiene humedales estacionales y permanentes, con espacios de bosque tropical. La reserva ocupa unos 211 km².

## Fauna
En el refugio habitan más de 40 especies de mamíferos, incluidos jabalíes, reduncas, elefantes, búfalos, sitatungas, ciervos ratones de agua, antílopes jeroglíficos, babuinos oliva, leopardos, topis, cebras, duikers, monos verdes, hipopótamos, impalas, monos colobos blancos y negros, antílopes acuáticos, nutrias de río y kobs de Uganda, entre otros.
Se contabilizan unas 150 especies de aves entre los bosques de ribera, las llanuras de la sabana y los humedales. Las más comunes son las cigüeñas picudas, las águilas pescadoras africanas y el martín pescador, entre otras.